# Мангиан
Мангиан — группа народов на Филиппинах, входящая в более крупную группу филиппинских горных народов. К мангианам относятся следующие народы: бангоны, батанганы, хампанганы (булалакао), хануно’о, ирайя, науаны, науханы, пула, ратаноны (ратагноны), тагайданы. Они населяют внутренние горные районы острова Миндоро, в частности, крупнейший национальный парк страны — Маунтс-Иглит — Бако. Общая их численность — 23 тысячи человек.
Мангианы стостоят в близком родстве с народами тагбануа и тингиан. Сама данная группа делится на две субэтнические подгруппы, северную и южную, культура которых незначительно отличается.
Языки народов мангиан относятся к австронезийской семье, к филиппинской зоне западно-австронезийской языковой группы.

## Северные мангиан
Эта подгруппа ведет полукочевой образ жизни, занимается собирательством, охотой, рыбной ловлей, частично — земледелием. Собирают дикое саго, корнеплоды и прочие дикорастущие продукты. Охотятся с луком и стрелами. Основные сельскохозяйственные культуры — суходольный рис и сахарный тростник.
Мужская одежда состоит из набедренной повязки и передника из луба. Женщины поверх набедренной повязки наматывают верёвки из ротанга, наподобие юбки. Девушки также закрывают грудь куском луба, и обматывают его верёвками из ротанга. В одежде предпочитают чёрный и жёлтый цвета.
Жилище примитивно — это навес или шалаш.
Общество состоит из кочевых общин, преобладает большая семья. Встречается полигиния.

## Южные мангиан
Для народов южной подгруппы характерен полуоседлый или оседлый образ жизни. У них более развито ручное земледелие, ремёсла, существует также охота и рыболовство. В сельском хозяйстве ведущая роль принадлежит рису, хлопку и абаке. Из ремесел распространены прядение, ткачество, плетение, обработка дерева и металла, изготовление деревянной посуды.
Одежда и жилище близки к общефилиппинскому типу. В одежде популярны украшения из цветов, лент, ротанга, раковин. Поселения имеют кольцевую планировку, компактны.
Малая семья постепенно вытесняет традиционную большую. Несколько больших или малых семей обычно составляют общину, род, и каждый такой род имеет свою территорию, отдельное селение.
У обеих групп распространены культы духов предков, аграрные и другие традиционные культы.

## Бамбуковые письма
Мангианы посылают друг другу бамбуковые «письма», которые кладывают в расщепленный ствол бамбука, воткнутый в землю на видном месте у тропы. Их переносят прохожие, которые поступают с «письмом» так же, пока оно не дойдет до адресата. Письменность мангианов — слоговая (алфавит Хануно'о). Устная речь одной народности мангиан другой непонятна, однако письменный язык одинаково понятен всем мангианам. Он также используется для написания стихов на бамбуке. О происхождении письменности существуют различные версии.